# شارلوت تاون
شارلوت تاون /ˈʃɑːrləttaʊn/ هي مدينة كندية وعاصمة جزيرة الأمير إدوارد وأكبر مدنها.

## المناخ
يظهر الجدول التالي التغييرات المناخية على مدار السنة لشارلوت تاون:
| البيانات المناخية لـشارلوت تاون    | البيانات المناخية لـشارلوت تاون | البيانات المناخية لـشارلوت تاون | البيانات المناخية لـشارلوت تاون | البيانات المناخية لـشارلوت تاون | البيانات المناخية لـشارلوت تاون | البيانات المناخية لـشارلوت تاون | البيانات المناخية لـشارلوت تاون | البيانات المناخية لـشارلوت تاون | البيانات المناخية لـشارلوت تاون | البيانات المناخية لـشارلوت تاون | البيانات المناخية لـشارلوت تاون | البيانات المناخية لـشارلوت تاون | البيانات المناخية لـشارلوت تاون |
| الشهر                              | يناير                           | فبراير                          | مارس                            | أبريل                           | مايو                            | يونيو                           | يوليو                           | أغسطس                           | سبتمبر                          | أكتوبر                          | نوفمبر                          | ديسمبر                          | المعدل السنوي                   |
| ---------------------------------- | ------------------------------- | ------------------------------- | ------------------------------- | ------------------------------- | ------------------------------- | ------------------------------- | ------------------------------- | ------------------------------- | ------------------------------- | ------------------------------- | ------------------------------- | ------------------------------- | ------------------------------- |
| الدرجة القصوى °م (°ف)              | 15.1 (59.2)                     | 13.3 (55.9)                     | 24.5 (76.1)                     | 26.7 (80.1)                     | 31.7 (89.1)                     | 32.2 (90.0)                     | 33.9 (93.0)                     | 36.7 (98.1)                     | 31.5 (88.7)                     | 27.8 (82.0)                     | 21.3 (70.3)                     | 16.7 (62.1)                     | 36.7 (98.1)                     |
| متوسط درجة الحرارة الكبرى °م (°ف)  | −3.4 (25.9)                     | −2.9 (26.8)                     | 0.9 (33.6)                      | 7.2 (45.0)                      | 14.3 (57.7)                     | 19.4 (66.9)                     | 23.3 (73.9)                     | 22.8 (73.0)                     | 18.6 (65.5)                     | 12.3 (54.1)                     | 6.3 (43.3)                      | 0.5 (32.9)                      | 9.9 (49.8)                      |
| المتوسط اليومي °م (°ف)             | −7.7 (18.1)                     | −7.3 (18.9)                     | −3.1 (26.4)                     | 3.1 (37.6)                      | 9.2 (48.6)                      | 14.5 (58.1)                     | 18.7 (65.7)                     | 18.3 (64.9)                     | 14.1 (57.4)                     | 8.3 (46.9)                      | 2.9 (37.2)                      | −3.3 (26.1)                     | 5.7 (42.3)                      |
| متوسط درجة الحرارة الصغرى °م (°ف)  | −12.1 (10.2)                    | −11.7 (10.9)                    | −7.0 (19.4)                     | −1.2 (29.8)                     | 4.1 (39.4)                      | 9.6 (49.3)                      | 14.1 (57.4)                     | 13.7 (56.7)                     | 9.6 (49.3)                      | 4.4 (39.9)                      | −0.5 (31.1)                     | −7.0 (19.4)                     | 1.3 (34.3)                      |
| أدنى درجة حرارة °م (°ف)            | −32.8 (−27.0)                   | −30.6 (−23.1)                   | −27.2 (−17.0)                   | −16.1 (3.0)                     | −6.7 (19.9)                     | −1.1 (30.0)                     | 2.8 (37.0)                      | 2.0 (35.6)                      | −0.6 (30.9)                     | −6.7 (19.9)                     | −17.2 (1.0)                     | −28.1 (−18.6)                   | −32.8 (−27.0)                   |
| الهطول مم (إنش)                    | 101.0 (3.98)                    | 83.2 (3.28)                     | 86.3 (3.40)                     | 83.7 (3.30)                     | 91.0 (3.58)                     | 98.8 (3.89)                     | 79.9 (3.15)                     | 95.7 (3.77)                     | 95.9 (3.78)                     | 112.2 (4.42)                    | 112.5 (4.43)                    | 118.1 (4.65)                    | 1٬158٫2 (45.60)                 |
| معدل هطول الأمطار مم (إنش)         | 34.1 (1.34)                     | 29.8 (1.17)                     | 44.1 (1.74)                     | 59.7 (2.35)                     | 87.2 (3.43)                     | 98.8 (3.89)                     | 79.9 (3.15)                     | 95.7 (3.77)                     | 95.9 (3.78)                     | 110.3 (4.34)                    | 93.0 (3.66)                     | 58.6 (2.31)                     | 887.1 (34.93)                   |
| متوسط تساقط الثلوج سم (إنش)        | 73.3 (28.9)                     | 58.3 (23.0)                     | 44.1 (17.4)                     | 24.4 (9.6)                      | 3.7 (1.5)                       | 0.0 (0.0)                       | 0.0 (0.0)                       | 0.0 (0.0)                       | 0.0 (0.0)                       | 1.7 (0.7)                       | 19.2 (7.6)                      | 65.6 (25.8)                     | 290.4 (114.3)                   |
| متوسط أيام هطول الأمطار (≥ 0.2 mm) | 19.3                            | 15.7                            | 15.9                            | 15.3                            | 14.1                            | 13.2                            | 12.6                            | 11.7                            | 12.8                            | 15.0                            | 16.9                            | 19.8                            | 182.4                           |
| متوسط الأيام الممطرة (≥ 0.2 mm)    | 6.3                             | 5.0                             | 7.5                             | 11.6                            | 13.8                            | 13.2                            | 12.6                            | 11.7                            | 12.8                            | 14.6                            | 13.0                            | 8.6                             | 130.8                           |
| متوسط الأيام المثلجة (≥ 0.2 cm)    | 17.3                            | 13.7                            | 12.2                            | 6.4                             | 0.93                            | 0.0                             | 0.0                             | 0.0                             | 0.03                            | 1.0                             | 6.4                             | 15.3                            | 73.2                            |
| ساعات سطوع الشمس الشهرية           | 108.9                           | 109.1                           | 141.3                           | 148.2                           | 197.1                           | 219.8                           | 253.6                           | 219.0                           | 181.0                           | 123.9                           | 62.9                            | 75.8                            | 1٬840٫5                         |
| نسبة وصول أشعة الشمس               | 38.8                            | 37.6                            | 38.3                            | 36.5                            | 42.5                            | 46.6                            | 53.2                            | 49.9                            | 47.9                            | 36.5                            | 22.1                            | 28.1                            | 39.8                            |
| المصدر: Environment Canada         |                                 |                                 |                                 |                                 |                                 |                                 |                                 |                                 |                                 |                                 |                                 |                                 |                                 |

## توأمة
لشارلوت تاون اتفاقيات توأمة مع:
- أشيبيتسو

## أعلام
- مارك فلوود
- باربرا أوليفر هاجرمان
- بريت غالانت
- روبرت هودسون
- بريان تريسي
- إدوارد بالمر
- جون هاميلتون غراي
- تشارلز دالتون
- مارثا ماسيساك
- أندرو أرشيبالد ماكدونالد